# Alessandro Pace
Alessandro Pace (Lanciano, 30 settembre 1935 – Roma, 18 aprile 2025) è stato un costituzionalista e avvocato italiano.

## Biografia

### Carriera accademica
Fu allievo principalmente di Carlo Esposito ma anche di Vezio Crisafulli.
Nel 1985 è stato tra i fondatori dell'Associazione italiana dei costituzionalisti, di cui è stato Segretario nel primo Consiglio direttivo (1985-1988) e Presidente nel triennio 2006-2009.
Si è laureato in giurisprudenza con il massimo dei voti nel 1957 presso l'Università degli Studi di Roma "La Sapienza", ottenendo poi la libera docenza di diritto costituzionale nel 1967. In seguito ha insegnato diritto costituzionale nelle Università di Cagliari (1968-1973), di Modena (1973-1974) e di Firenze (1974-1980), prima di essere chiamato a ricoprire, nella Facoltà di Scienze politiche dell'Università "La Sapienza" di Roma, prima la cattedra di diritto pubblico dell'economia e, successivamente, quella di istituzioni di diritto pubblico.
Dal 1990 al 2010 è stato professore ordinario di diritto costituzionale nella Facoltà di giurisprudenza della stessa Università. Dal 2012 è professore emerito di diritto costituzionale.
Nel 1992 viene nominato condirettore della rivista scientifica "Giurisprudenza costituzionale", diretta da Leopoldo Elia, fondata nel 1956 da Carlo Esposito, Costantino Mortati e Massimo Severo Giannini, della quale diventa direttore dal 1999.
Nel 2017 è stato nominato dottore h.c. in diritto costituzionale dall'Università di Oviedo (Spagna).
È autore di oltre 270 pubblicazioni scientifiche in materia di diritto costituzionale.

### Carriera professionale e istituzionale
Come avvocato ha discusso alcune cause di rilevanza dinnanzi alla Corte costituzionale, tra le quali – di grande clamore mediatico – quelle relative ai giudizi di legittimità costituzionale del c.d. Lodo Schifani (2002) e del Lodo Alfano (2008) nonché i conflitti di attribuzione tra la Procura della Repubblica di Milano contro il Governo nel caso Abu Omar (2009) e tra Presidente della Repubblica e Procura di Palermo (2013)
È stato presidente del “Comitato per il NO” istituito in vista del referendum del 4 dicembre 2016 contro la riforma costituzionale promossa dal governo Renzi.

## Principali pubblicazioni
- La libertà di riunione nella Costituzione italiana, Giuffrè, Milano, 1967
- Il potere d'inchiesta delle assemblee legislative. Saggi, Giuffrè, Milano, 1973
- Stampa, giornalismo, radiotelevisione. Problemi costituzionali e indirizzi di giurisprudenza, Cedam, Padova, 1983
- Problematica delle libertà costituzionali. Parte generale, Cedam, Padova, I ed., 1983; II ed., 1992; III ed., 2003
- Problematica delle libertà costituzionali. Parte speciale, Cedam, Padova, I ed., 1988; II ed., 1992;
- La causa della rigidità costituzionale, Cedam, Padova, 1995 (trad. in spagnolo nonché in giapponese col titolo "Kenpou no kousei to nausei", Yushindo, Tokyo, 2003).
- Potere costituente, rigidità costituzionale, autovincoli legislativi, Cedam, Padova, 1997; II ed, 2002.
- Art. 21 della Costituzione. La libertà di manifestazione del proprio pensiero, Zanichelli-Foro Italiano, Bologna-Roma, 2006 (pp. 1-169; 293-737).
- Libertà individuali e qualità della vita, Editoriale scientifica, Napoli, 2008.
- I limiti del potere, Jovene, Napoli, 2008